# Magyar Nemzet
Magyar Nemzet ("Hongaarse Natie") is een Hongaars dagblad. Sinds de herstart in 2019 vaart het een pro-Fidesz-koers. Daarvoor heeft de krant tussen 1938 en 2018 uiteenlopende posities ingenomen. 
De krant werd in 1938 opgericht door Sándor Pethő, die afkomstig was van de krant Magyarság, maar deze met een groep collega's verliet toen die krant voor een pro-nazikoers koos. De Magyar Nemzet was destijds conservatief, maar anti-nazi. De krant bleef met onderbrekingen tot maart 1944 verschijnen, waarna hij door de Duitse bezetters werd verboden.
Vanaf 1 juli 1945 verscheen de krant opnieuw, waarna hij zich algauw moest aanpassen aan het nieuwe regime. Vanaf 1953 was de krant op de hand van Imre Nagy. In 1954 werd de krant het orgaan van het Patriottisch Volksfront (Hazafias Népfront). Na het neerslaan van de Hongaarse Opstand (november 1956) mocht de krant een jaar lang niet verschijnen. Vanaf 1957 kon de krant zich gaandeweg meer vrijheid veroorloven, vooral op de culturele pagina's. 
Na 1989 ging de krant een gematigd rechtse koers varen. Na de fusie met de veel minder gematigde krant Napi Magyarország (de opvolger van het in 1990 door het MDF opgerichte Új Magyarország) in 2000 werd de Magyar Nemzet een pro-Fideszkrant. In 2005 kreeg de krant op dat vlak concurrentie van de Magyar Hírlap. De regeringsvriendelijke koers werd verlaten toen het begin 2015 tot een breuk kwam tussen eigenaar Lajos Simicka en Fidesz-leider Viktor Orbán, waarbij hoofdredacteur Gábor Liszkay van het toneel verdween. Op 11 april 2018, vlak na een nieuwe verkiezingsoverwinning van Orbán, gaf Simicka er onverwacht de brui aan en hief de krant op.
Liszkay had inmiddels een ander dagblad opgericht, Magyar Idők, dat op 1 september 2015 voor het eerst uitkwam. Deze krant kwam in 2018 in handen van de nieuw opgerichte Midden-Europese Pers- en Mediastichting (Közép-Európai Sajtó és Média Alapítvány), die een zeer groot aantal pro-Fideszmedia aanstuurt. Op 6 februari 2019 veranderde Magyar Idők zijn naam in Magyar Nemzet. De krant voert de ondertitel die de oude Magyar Nemzet sinds 2000 voerde, "burgerlijk dagblad", en gebruikt tevens het logo van de oude krant, waardoor de indruk wordt gewekt dat het om dezelfde krant gaat.